# 弗雷德·赫策尔
弗雷德·W·赫策尔（英語：Fred W. Hetzel，1942年7月21日—）是美国NBA联盟职业篮球运动员。他在1965年的NBA选秀中第1轮第1顺位被旧金山勇士选中。